# Grote Prijs Raf Jonckheere 1966
De 16e editie van de Belgische wielerwedstrijd Grote Prijs Raf Jonckheere werd verreden op 25 juli 1966. De start en finish vonden plaats in Westrozebeke. De winnaar was Ludo Vandromme, gevolgd door Luc Deleforterie en Roland Van De Rijse.

## Uitslag
| Grote Prijs Raf Jonckheere 1966 |                     |                            |        |
| Plaats                          | Naam                | Ploeg                      | Tijd   |
| Winnaar                         | Ludo Vandromme      | Mann-Grundig               | 3u 40' |
| 2                               | Luc Deleforterie    | Flandria                   | z.t.   |
| 3                               | Roland Van De Rijse | Roméo-Smith's-Plume Sport  |        |
| 4                               | Omer Ballegeer      | Solo-Superia               |        |
| 5                               | Lionel Van Damme    | Wiel's-Gancia-Groene Leeuw |        |
| 6                               | Donaat Himpe        | Solo-Superia               |        |
| 7                               | René Maertens       | Flandria                   |        |
| 8                               | José Sersté         | Wiel's-Gancia-Groene Leeuw |        |
| 9                               | Willy Huyvaert      | Wiel's-Gancia-Groene Leeuw |        |
| 10                              | Joseph Janssens     | Solo-Superia               |        |

1951 · 1952 · 1953 · 1954 · 1955 · 1956 · 1957 · 1958 · 1959 · 1960 · 1961 · 1962 · 1963 · 1964 · 1965 · 1966 · 1967 · 1968 · 1969 · 1970 · 1971 · 1972 · 1973 · 1974 · 1975 · 1976 · 1977 · 1978 · 1979 · 1980 · 1981 · 1982 · 1983 · 1984 · 1985 · 1986 · 1987 · 1988 · 1989 · 1990 · 1991 · 1992 · 1993 · 1994 · 1995 · 1996 · 1997 · 1998 · 1999 · 2000 · 2001 · 2002 · 2003 · 2004 · 2005 · 2006 · 2007 · 2008 · 2009 · 2010 · 2011 · 2012 · 2013 · 2014 · 2015 · 2016 · 2017 · 2018 · 2019 · 2020 · 2021 · 2022